# Бенедетти, Симоне
Симоне Бенедетти (итал. Simone Benedetti; родился 3 апреля 1992, Турин, Италия) — итальянский футболист, правый защитник клуба «Авеллино 1912».
Симоне — сын известного футболиста Сильвано Бенедетти.

## Клубная карьера
Бенедетти — воспитанник клуба «Торино» из своего родного города. В юношеской системе команды работал отец Симоне, Сильвано, который и привлёк сына в клуб. 30 мая 2010 года в матче против «Читаделлы» Симоне дебютировал в Серии B.
Летом того же года Бенедетти подписал контракт на 5 лет с миланским «Интером». Сумма трансфера составила 2 млн евро. Из-за большого количества травм основным футболистов Симоне попал в заявку команды на участие в клубном чемпионате мира в ОАЭ. На турнире он не сыграл не минуты, но стал его победителем. Из-за высокой конкуренции за место в основе Симоне выступал на правах аренды за клубы низших итальянских лиг «Губбио», «Специю» и «Падову».
Бенедетти так и не смог дебютировать за «Интер» и летом 2014 года принял предложение от «Кальяри». 19 октября в матче против «Сампдории» он дебютировал в Серии А.

## Международная карьера
В 2009 году Бенедетти в составе юношеской сборной Италии принял участие в юношеском чемпионате мира в Нигерии. На турнире он сыграл в матчах против команд Швейцарии, США и Уругвая.

## Достижения
Командные
 «Интер»
- Клубный чемпионат мира по футболу — 2010